# خط دیزنی‌لند ریزورت
خط دیزنی‌لند ریزورت (انگلیسی: Disneyland Resort line) یکی از خطوط مترو ام‌تی‌آر در هنگ کنگ است.
این خط که در سال ۲۰۰۵ تأسیس شده دارای ۲ ایستگاه و ۳٫۸ کیلومتر طول است.

## نگارخانه

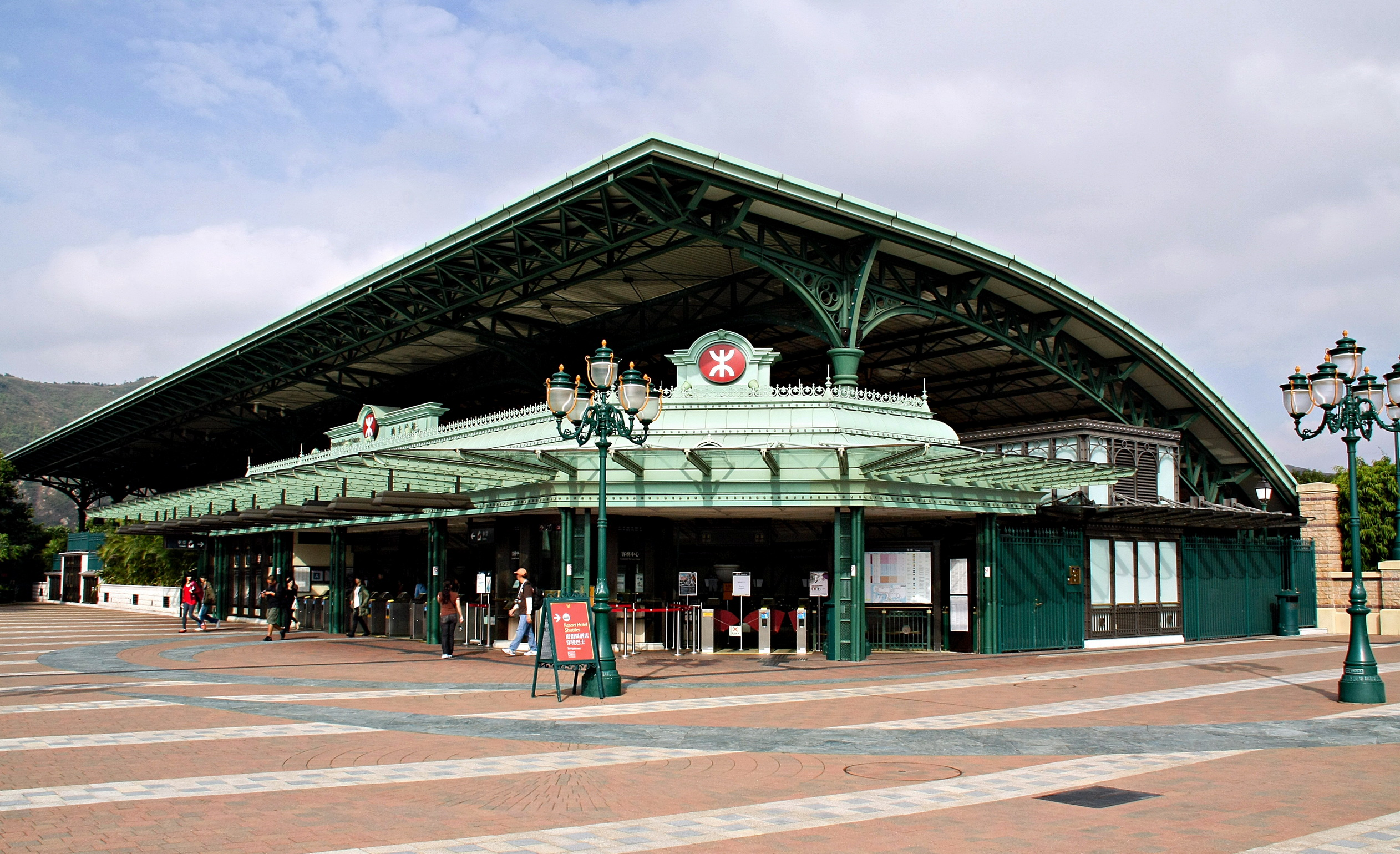
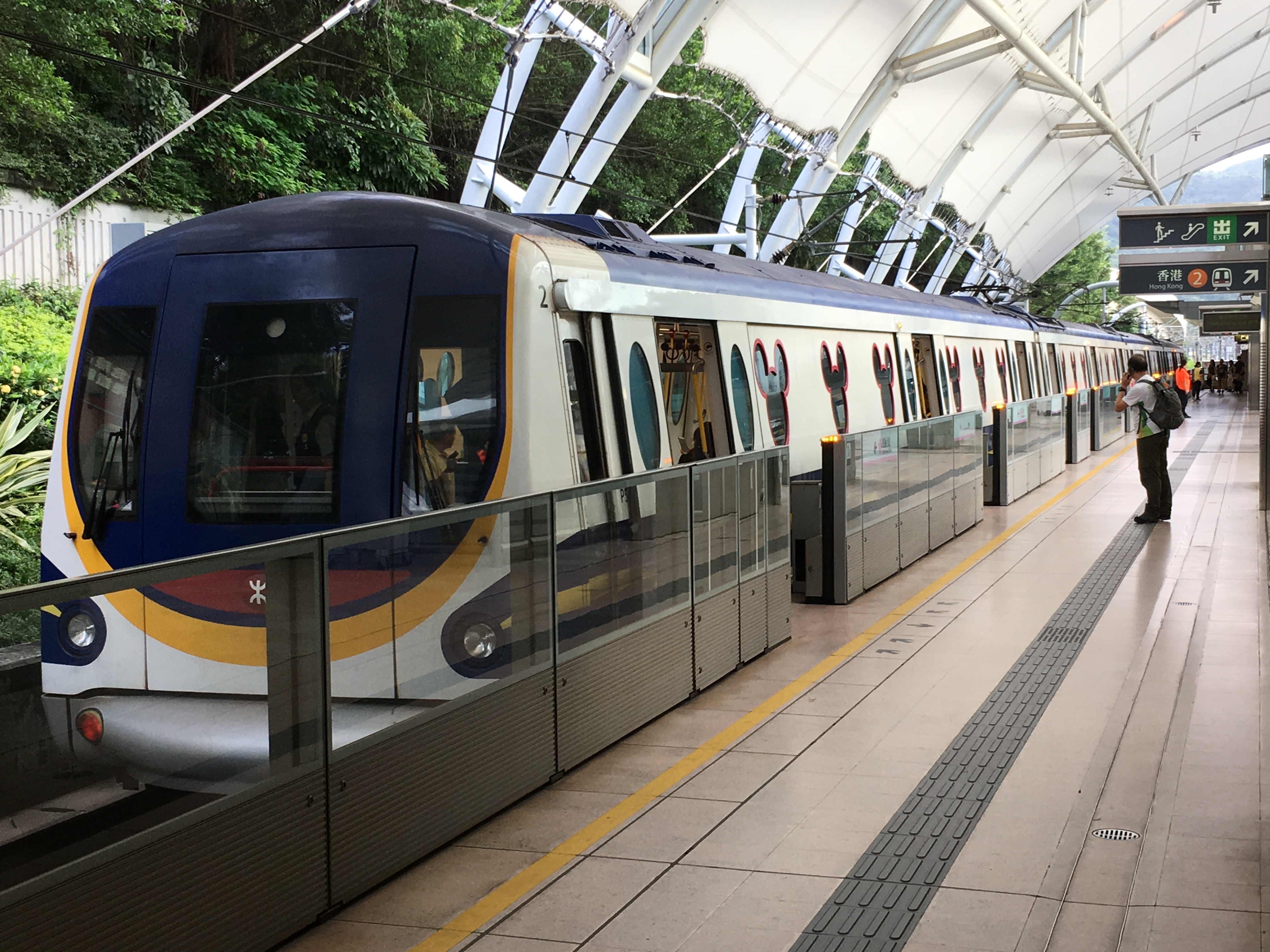
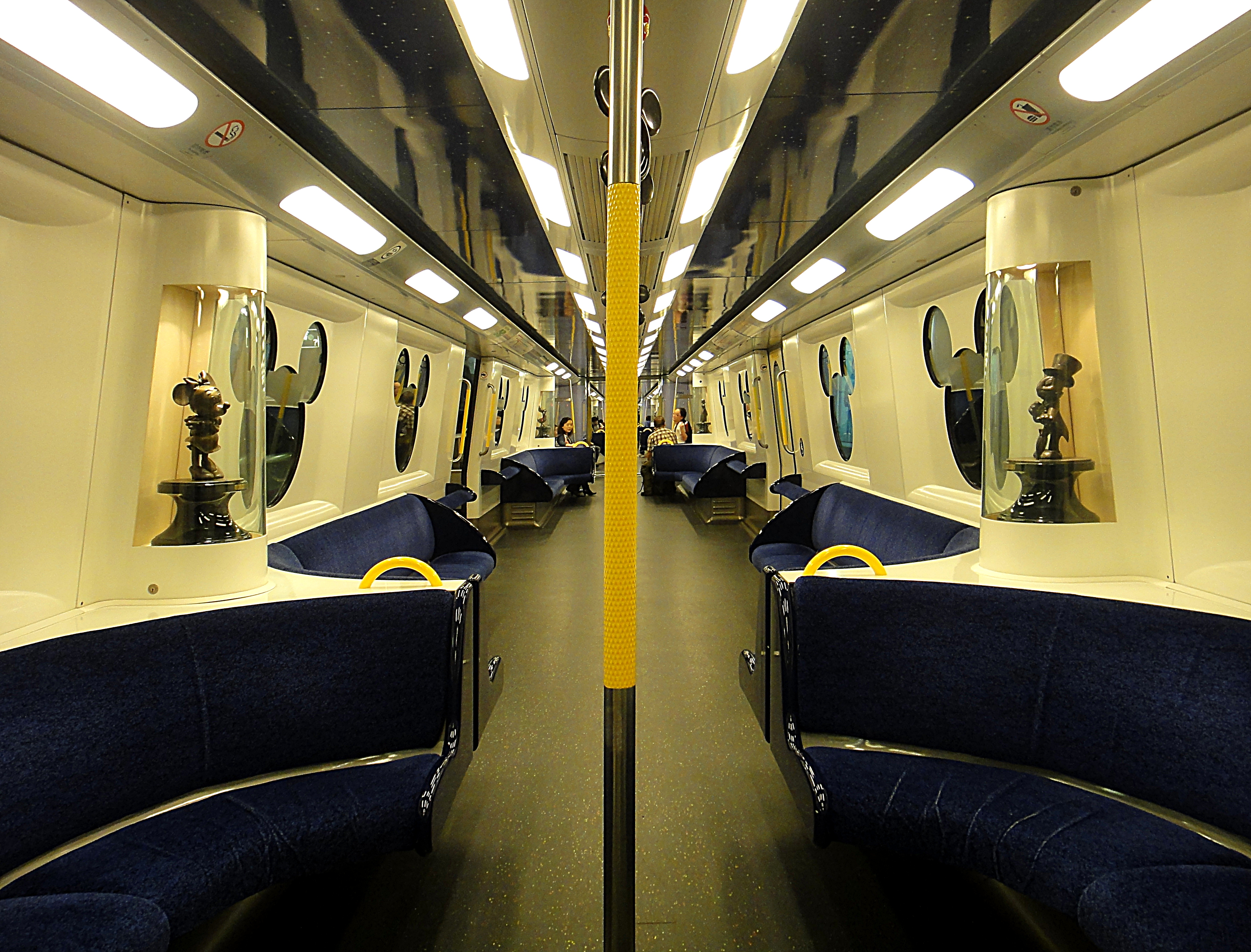
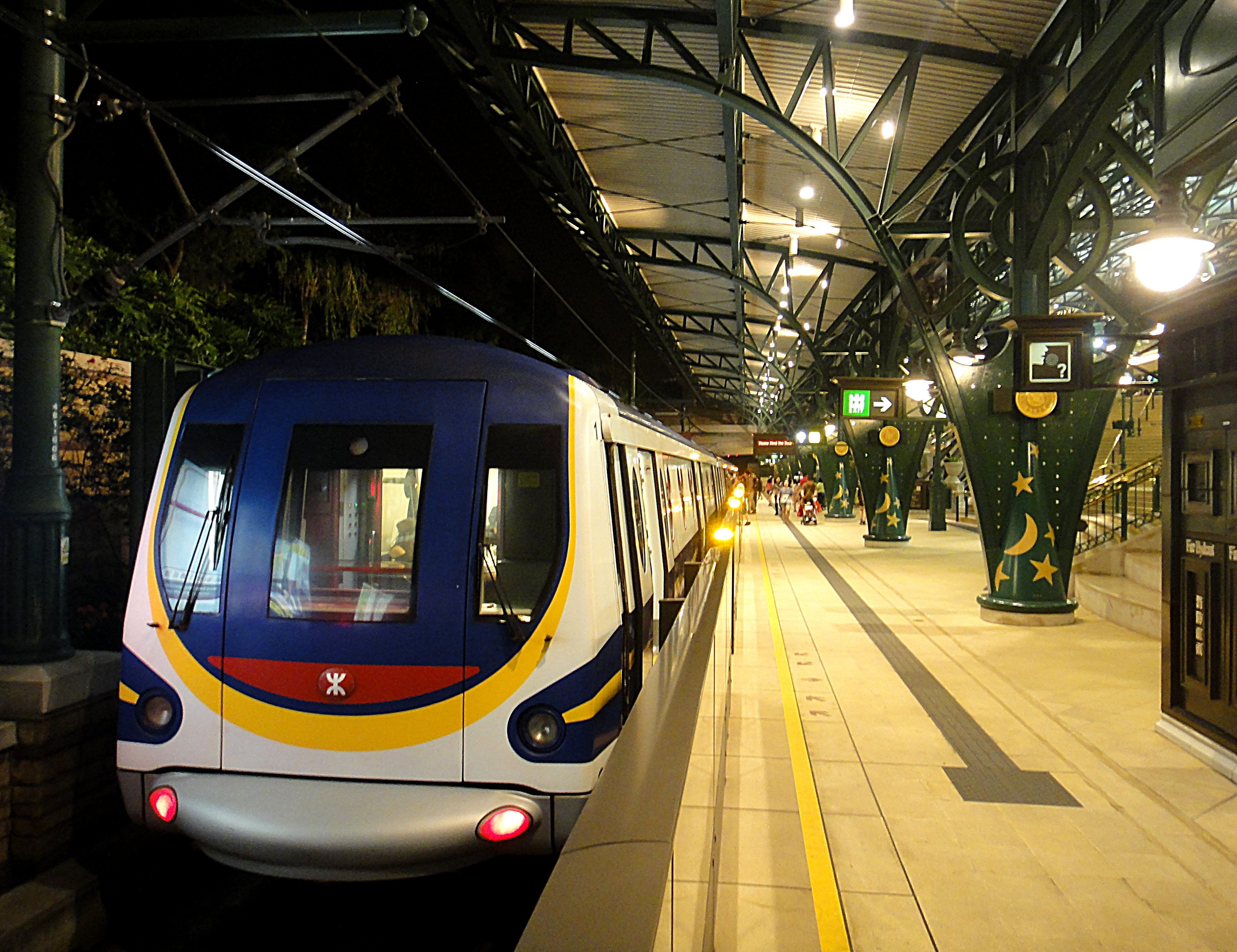